# カサ・ミラ
カサ・ミラ(Casa Milà)は、バルセロナのグラシア通り (Passeig de Gràcia) にある建築物である。ガウディが54歳の時に設計した。1906年から1910年にかけて実業家のペレ・ミラとその妻ルゼー・セギモンの邸宅として建設された。1984年にユネスコの世界遺産に登録された。
カサ・ミラは直線部分をまったくもたない建造物になっていて、壮麗で非常に印象的な建物である。あたかも砂丘か溶岩の波のような雰囲気をもっており、一般的な現代建築の様式とは、隔絶した建築となっている。外観の波打つ曲線は地中海をイメージして作られた。一つ一つ異なるバルコニーは、鉄という素材を使いながら、まるで波に漂う海藻のような、柔らかな造形を生み出している。内側は天井も壁もどこもかしこも波打ち、まるで海底にいるような奥深さに包まれる。屋上には、独特の加工をされた煙突や階段室が立ち並び、月面か夢の中の風景にもたとえられる。建物がもつ独特な曲線について説明を求められた際、ガウディーは「ここから見える山々の形に結びついているということで、説明がつきます。」と答えている。
この建築物は通常の建築物というよりむしろ彫刻であると見做すことができる。実用性に欠けるという批判もあるが、圧倒的な芸術性を持つことは否定できない。皮肉にも建設当時のバルセロナ市民はカサ・ミラを醜悪な建物と考え、「石切場（ラ・ペドレラ）」というニックネームをつけたが、今日ではバルセロナを代表する歴史的建造物となっている。
現在内部はガウディ建築に関する博物館になっている。入場料を支払うことで内部の住居部分や屋上も見学することができる。
家賃は建設当時1500ペセタと、一般職人の月給の約10倍であったためと見た目の評判の悪さから、なかなか借り手が見つからなかった。そのため、「3世代に渡って値上げなし」という契約条件があるので、ほとんど値上げされていないため、現在でも家賃は約15万円となっている。広さは約300m2で全8室あり、現在でも4世帯が居住している。

## 登録経緯
1984年、「バルセロナのグエル公園、グエル邸、カサ・ミラ」の名称で登録された。2005年にサグラダ・ファミリアやカサ・バトリョなどが拡大登録された際、登録名が「アントニ・ガウディの作品群」に改められた。

## 登録基準

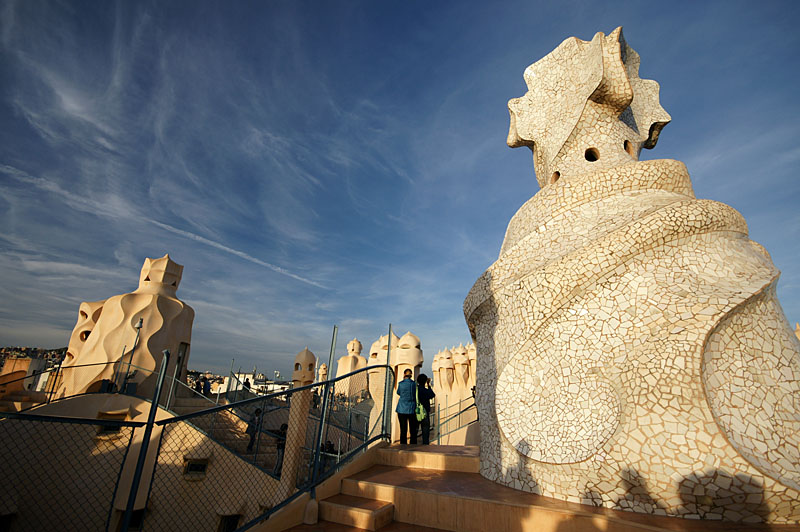
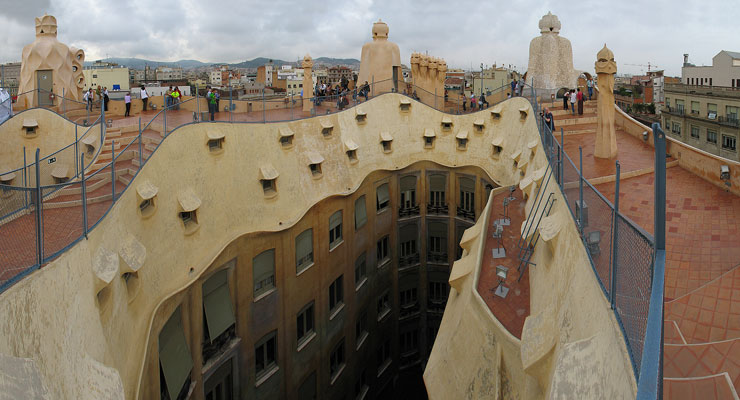
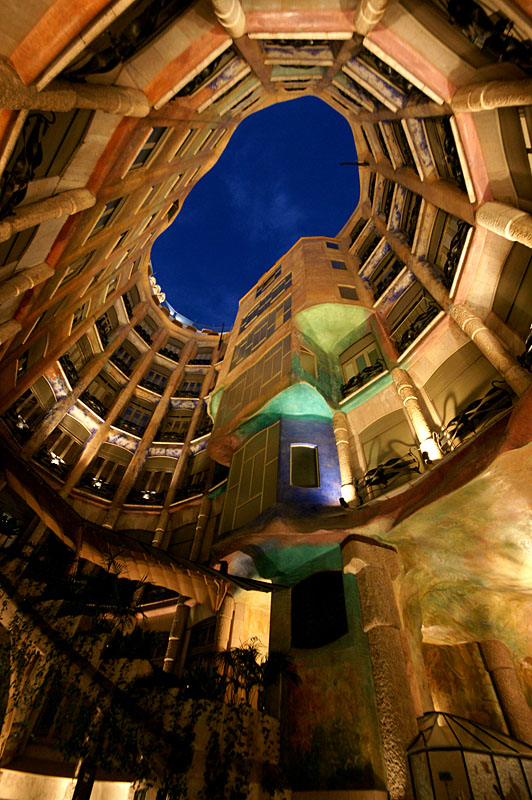

この世界遺産は世界遺産登録基準のうち、以下の条件を満たし、登録された（以下の基準は世界遺産センター公表の登録基準からの翻訳、引用である）。
- (1) 人類の創造的才能を表現する傑作。
- (2) ある期間を通じてまたはある文化圏において、建築、技術、記念碑的芸術、都市計画、景観デザインの発展に関し、人類の価値の重要な交流を示すもの。
- (4) 人類の歴史上重要な時代を例証する建築様式、建築物群、技術の集積または景観の優れた例。